# La Petróleo
La Petróleo (Cádiz, 1944) es una vedette retirada española.

## Biografía
La Petróleo nació en Cádiz en el año 1944, durante la dictadura de Francisco Franco. Comenzó a usar vestimentas típicamente femeninas a la edad de 13 años, y desde una temprana edad fue aceptada por su madre, quien era soltera, así como por los vecinos del barrio.
Durante la década de 1960 fue clienta habitual del Bar Constancia, uno de los pocos refugios para el colectivo LGBT durante la dictadura, situado en el barrio de Santa María, dónde también conoció a la vedette La Salvaora, con quien formó una larga relación personal y profesional.
Durante la transición española fundó junto con su compañera La Salvaora el grupo Las Folclóricas Gaditanas.
A lo largo de su carrera actuó en numerosos teatros de España, llegando incluso a actuar en diversos países de Latinoamérica junto a artistas como Rocío Dúrcal, Lola Flores o Rocío Jurado.

## Homenajes
El 30 de julio de 2022, en conmemoración por el mes del Orgullo LGBT, el ayuntamiento de Cádiz homenajeó a la Petróleo y a su también compañera vedette La Salvaora con una calle en su nombre. La calle, que previamente se llamaba calle San Nicolás, pasó a llamarse calle Artistas Salvaora y Petróleo.